# 惠福道
惠福道（英語：Welfare Road）是香港的一條道路，位於香港島南區深灣。道路東端連接南朗山道，西端盡頭則是聖神修院。該道路的建築物，大多都是慈善團體的建築，因此英文名稱被命名為Welfare Road，意即「福利道」。
2007年10月15日，原址為惠福道臨時房屋區的海景住宅地皮拍賣，以57.1億港元成交，於2012年發展成豪宅深灣9號。

## 沿路著名地點
- 安貧小姊妹會聖瑪利安老院
- 東華三院賽馬會復康中心
- 聖神修院
- 深灣9號

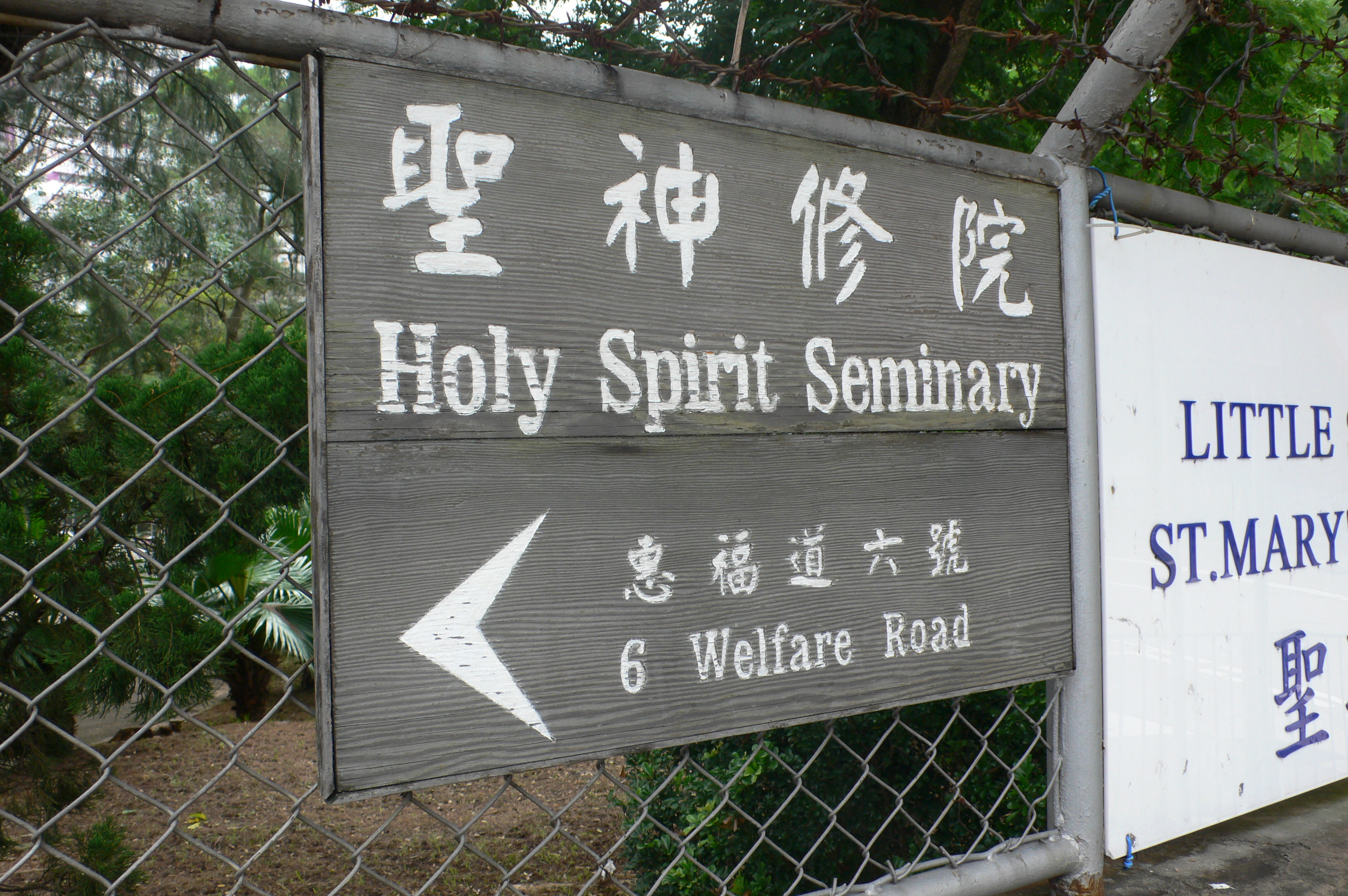
位於惠福道往聖神修院的路牌
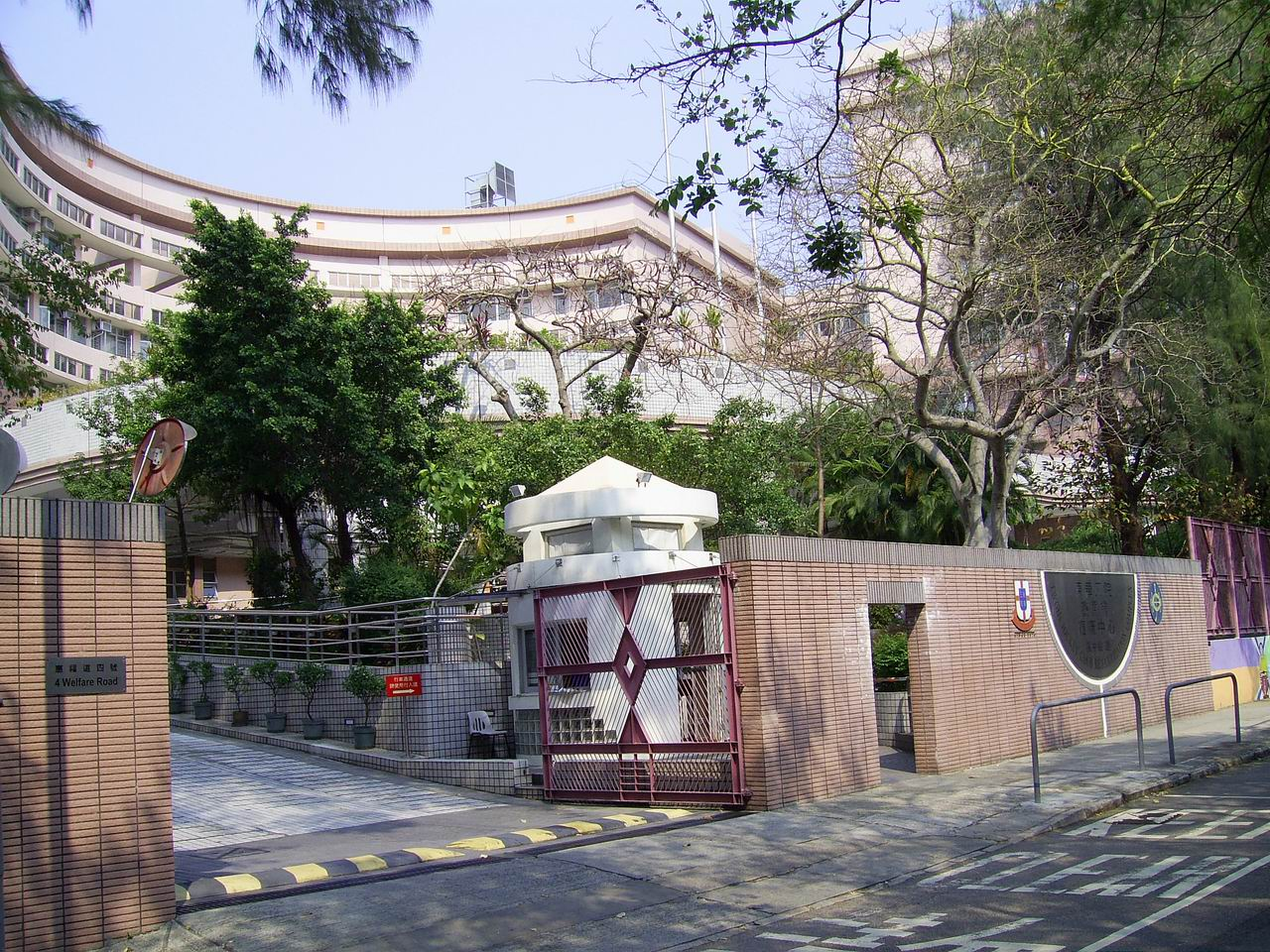
位於惠福道的東華三院賽馬會復康中心
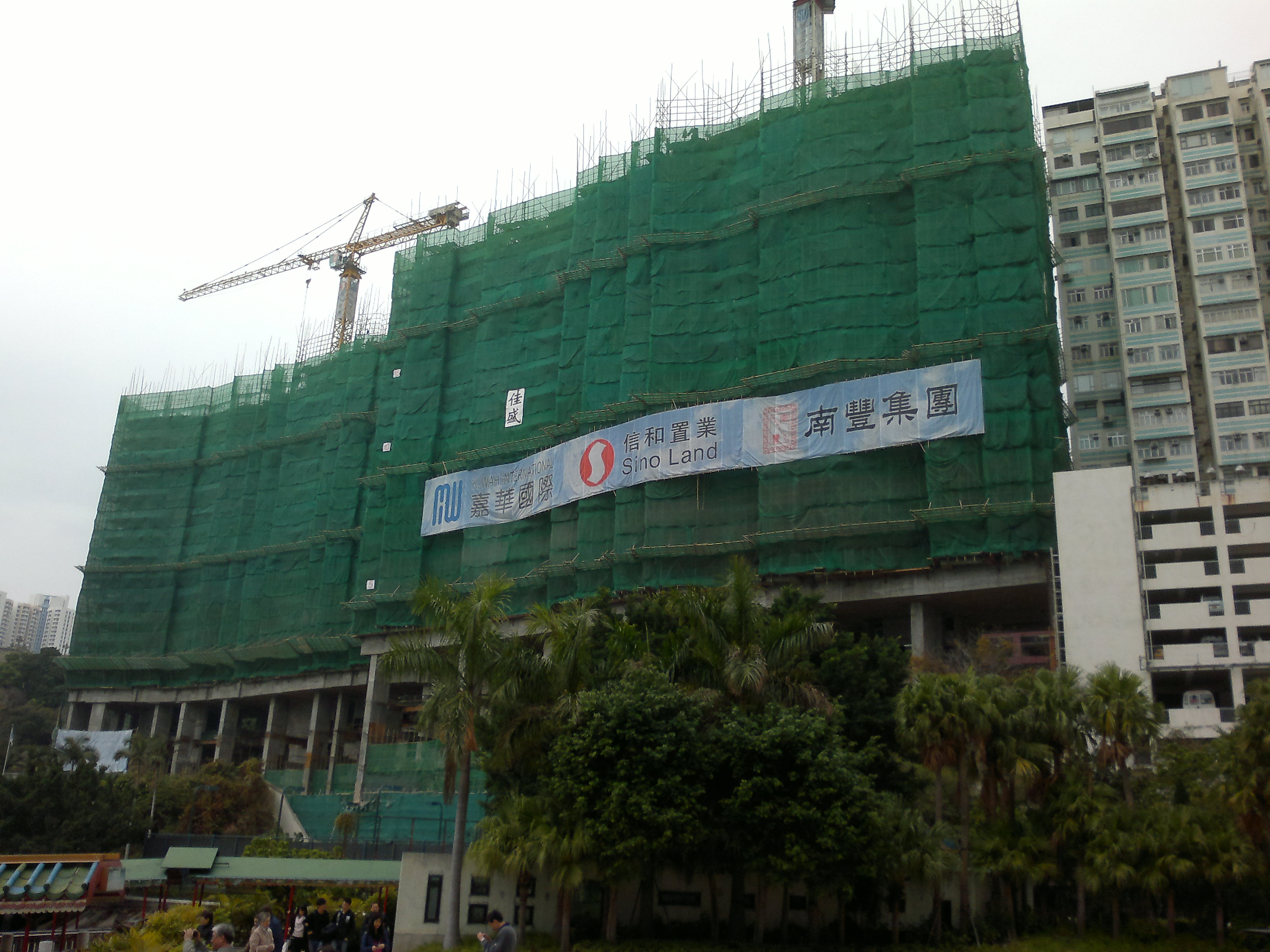
深灣9號

## 鄰近
- 港島南岸The Southside商場
- 黃竹坑站
- 珍寶閣（Jumbo Court）
- 大王爺廟
- 黃竹坑邨巴士總站
- 包玉剛游泳池
- 深灣道
- 陳白沙紀念中學
- 黃竹坑明渠
- 鴨脷洲大橋
- 深灣遊艇俱樂部
- 香港仔海峽

## 外部參考
- 明報: 信和惠福道勢成豪宅新地 （页面存档备份，存于）